# Hampden (North Dakota)
Hampden ist eine kleine Stadtgemeinde (City) im Norden des Ramsey County im US-Bundesstaat Norddakota mit einer Bevölkerung von 29 Menschen (Volkszählung 2020).

## Geschichte
Hampden geht auf eine Siedlung namens Northfield zurück (im Township Northfield, benannt nach Northfield in Minnesota). Sie entstand Ende der 1890er-Jahre etwa zwanzig Meilen von Edmore entfernt und entwickelte sich zu einem kleinen Dorf. Die Eisenbahnstrecke, die Anfang des neuen Jahrhunderts von Edmore verlängert wurde, fuhr nördlich an Northfield vorbei. Die Eisenbahngesellschaft erwarb das Land an der Strecke und übertrug es den Menschen in Northfield. Sie zogen bis zum Jahr 1904 an den neuen Ort, der Hampden genannt wurde. Die genaue Herkunft des Namens ist nicht bekannt, vielleicht ist ein Bauer Frank Hampden gemeint. Als Gründungsdatum des Ortes gilt das Jahr 1903. Der erste Zug erreichte Hampden im Dezember 1904.
Die Gemeinde Hampden gründete sich im Jahr 1917. In den Jahren 1976/77 wurden einige Gebäude auf der Nordseite der Main Street abgerissen und eine kleine Mall eröffnet.